# Gemeinde Druskininkai

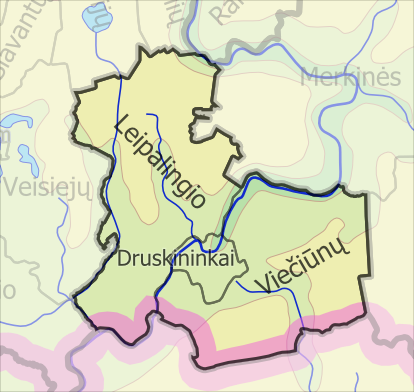
Amtsbezirke der Gemeinde Druskininkai

Die Gemeinde Druskininkai (Druskininkų savivaldybė) ist eine der sogenannten Neuen Selbstverwaltungsgemeinden (Nauja Savivaldybė) in Litauen ohne Zusatzbezeichnung.
Sie umfasst neben der Kernstadt das Städtchen (miestelis) Leipalingis mit 1736 Einwohnern sowie 63 Dörfer. In der Gemeinde leben 21.509 Menschen (2021).
Der ländliche Außenbereich ist in zwei Amtsbezirke (seniūnija) eingeteilt, Leipalingis und Viečiūnai.

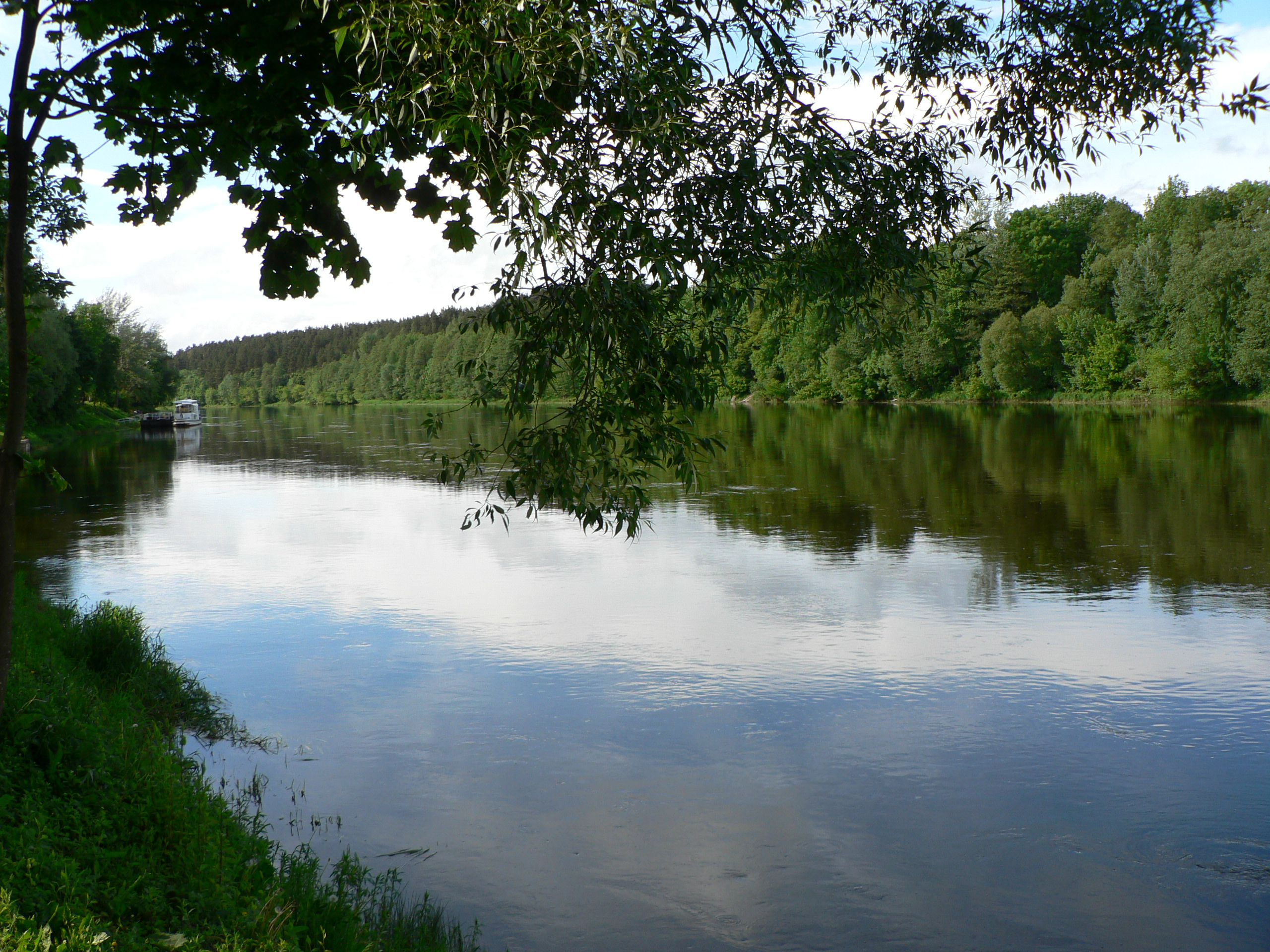
Der Fluss Memel bei Druskininkai

## Lage und Natur
In der Gemeinde gibt es den Grūtas-Park, das Raigardas-Tal und den Forst Dainava. Am Wald- oder Feldrand leben Feldhasen; unter Tannenzweigen wohnen Marderhunde.
Im Bereich befindet sich der Krater Mizarai.

## Weblink
- Website der Gemeinde